# Kukiya
Kukiya, auch Bentyia genannt, ist ein Ort auf einer Insel des Niger, 150 Kilometer stromabwärts von Gao im heutigen Mali unmittelbar vor der Grenze mit Niger gelegen.
Im 14. Jahrhundert war Kukiya der Ort, wohin sich die Sonni aus Gao vor der Übermacht der mit Mali verbündeten Za zurückgezogen hatten. Von der historischen Bedeutung Kukiyas zeugen noch heute zahlreiche Stelen mit arabischen Inschriften, von denen einige auf das Ende des 13. Jahrhunderts datiert sind.

## Bibliographie
- Paolo F. de Moraes Farias: Arabic Medieval Inscriptions from the Republic of Mali. Epigraphy, Chronicles, and Songhay-Tuāreg History (= Fontes Historiae Africanae. NS Vol. 4). Oxford University Press, Oxford 2003, ISBN 0-19-726222-8, S. 157–210.
- Jean Rouch: Contribution à l’histoire Songhay. In: Mémoires de l’institut français d’Afrique noire. Vol. 29, ZDB-ID 974092-2, S. 137–262.

Koordinaten: 14° 57′ 27″ N, 0° 41′ 45″ O